# Philipp Jakob Straub
Philipp Jakob Straub (getauft 30. April 1706 in Wiesensteig; beerdigt 26. August 1774 in Graz) war ein österreichischer Bildhauer deutscher Herkunft.

## Leben
Straub stammte aus einer Künstlerfamilie, sein Vater Johann Georg Straub (1664–1755) war Schreiner, Vergolder, Maler und auch Bildschnitzer. Seine vier Brüder Johann Baptist, Joseph, Johann Georg jr. und Franz Anton traten ebenfalls in die Fußstapfen des Vaters und erlernten das Schreiner-Handwerk. Daneben erhielten sie auch den ersten künstlerischen Unterricht im Atelier seines Vaters.
Durch dessen Unterstützung kam Philipp Jakob an die Kunstakademie nach Wien und wurde dort u. a. Schüler von Johann Christoph Mader. Dieser empfahl ihn nach Graz, woraufhin Straub sich 1733 dort niederließ. Er heiratete die Witwe von Johann Jacob Schoy und konnte damit auch dessen Werkstatt und Atelier übernehmen. Die Zufriedenheit seiner kirchlichen und auch höfischen Auftraggeber schlug sich bald in Straubs Ernennung zum Hofkammerbildhauer nieder.
Zwischen 1750 und 1752 arbeitete Straub eng mit seinem Neffen Franz Xaver Messerschmidt zusammen. Auch zu seinem Bruder Joseph, der in Marburg an der Drau seine Werkstatt betrieb, hielt er engen Kontakt, was sich auch an dessen Stilbild zeigt.

## Rezeption

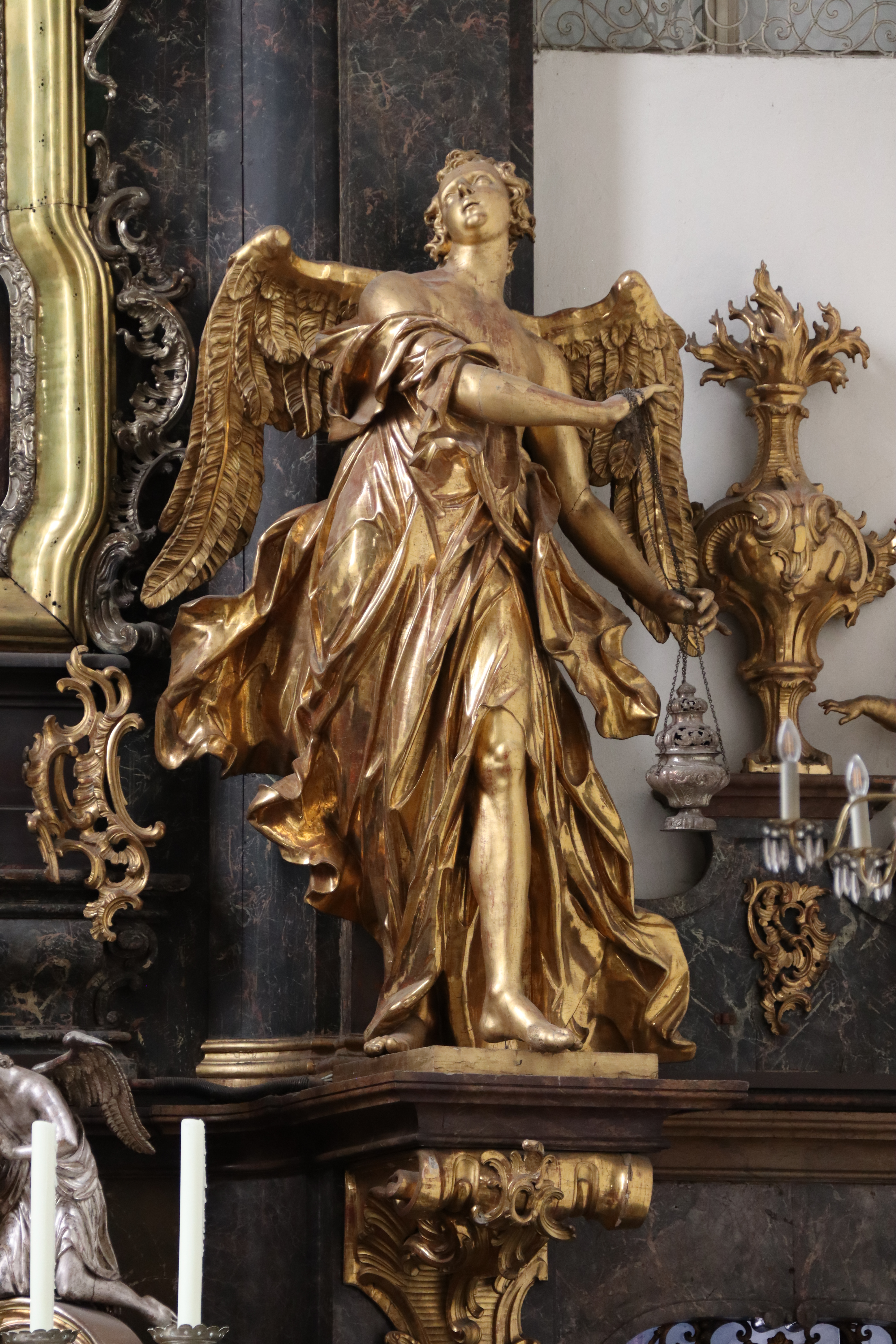
Engel am Hochaltar der Mariahilfkirche Graz

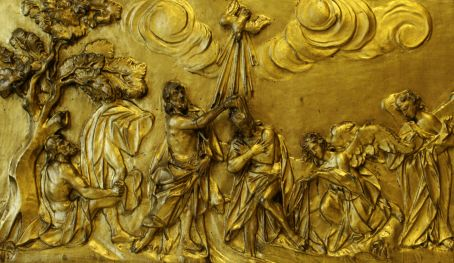
Johannes der Täufer, Reliefsammlung Diözesanmuseum Graz

Künstlerisch wurde Straub von der süddeutschen Heimat geprägt, vom Vater, dem Schreiner Johann Georg Straub, erhielt er die handwerklichen Grundlagen, fand aber dann doch rasch zu einem eigenen bildhauerischen Stil. Straub verband beispielsweise in den Engeln des Hochaltars der Mariahilfkirche in Graz die „ungestüme Grundhaltung Süddeutschlands“ mit einem in der Steiermark üblichen „gezügelten Pathos“. Neben Josef Stammel und Veit Königer zählt Straub zu den wichtigsten Bildhauern der Steiermark.

## Werke (Auswahl)
- 1734 Johannes Nepomuk der Weizbergkirche
- 1734 Hoforatorium im Grazer Dom
- 1734–1738 Hochaltar der Bürgerspitalkirche (Graz)
- 1735–1740 Johannes Nepomuk der Pfarrkirche Kumberg
- 1735–1740 Mariahilfer Gnadenbild, Graz, Hauptplatz Nr. 16
- 1735–1740 Johannes Nepomuk und Hl. Florian in der Wegkapelle am Grazer Sternäckerweg
- 1735–1740 Johannes Nepomuk an der Rheinbrücke zwischen Bendern und Haag
- 1736 Hochaltar und Figuren der Pfarrkirche Fladnitz an der Teichalm
- 1737 Johann-Nepomuk-Gruppe auf dem Kalvarienberg in Graz
- 1738 Johannes Nepomuk und Judas Thaddäus im Grazer Dom
- um 1740 Skulpturengruppen für vier Passionskapellen des Heiligen Bergs in Bärnbach
- 1742–1744 Fassadenfiguren der Mariahilferkirche (Graz)
- 1742–1745 Sebastians- und Narzissusalter der Stiftskirche Rein
- 1744 Johannes-Nepomuk-Altar und Aloisius-Altar im Grazer Dom
- 1744/1746 Hochaltar der Pfarrkirche Sankt Erhard in der Breitenau
- 1746 Hochaltarfiguren und zwei Apostel-Reliefs in der Welschen Kirche in Graz
- 1750–1760 Hochaltar und Kanzel der Pfarrkirche Hollenegg
- 1750–1770 Johannes Nepomuk in der Straßenkapelle an der Auffahrt zum Schloss Thannhausen (Steiermark)
- 1765 Orgelfiguren der Pfarrkirche Birkfeld
- 1768 Rosenkranzaltar in der rechtsseitigen Apis in der Pfarrkirche Birkfeld
- um 1770 Maria Immaculata am Gebäude Mariahilferstraße Nr. 1 (Graz)
- um 1770 Hl. Familie am Gebäude Mariahilferstraße Nr. 11